# Jacob Philipp Caspers
Jacob Philipp Caspers (* 18. Dezember 1812 in Koblenz; † 4. Juni 1883 ebenda) war ein deutscher Kaufmann und Politiker.

## Leben
Caspers war der Sohn des Kaufmanns Philipp Caspers (getauft 1. März 1768 in Koblenz; † 29. September 1832 ebenda) und dessen Ehefrau Anna Maria geborene Fischer (getauft 14. Februar 1789 in Gondorf; † 20. Dezember 1875 in Koblenz). Er war katholisch und heiratete am 17. Oktober 1840 Maria Christina Walburga Sauer (* 4. Januar 1819; † 3. Oktober 1864). Er war der Onkel des Abgeordneten Ludwig Jakob Caspers.
Caspers war bis 1857 als Kaufmann tätig und befand sich danach im Ruhestand.
Er war 1847 Mitglied des Ersten Vereinigten Landtags und saß im Vorparlament und vom 23. Oktober 1848 bis zum 30. Mai 1849 in der Frankfurter Nationalversammlung für die Provinz Rheinland (Koblenz) als Mitglied der Fraktion Westendhall. Von 1877 bis 1882 war er stellvertretender Abgeordneter im Provinziallandtag der Rheinprovinz für den Stand der Städte und die Stadt Koblenz, wurde aber nicht als Abgeordneter einberufen. 
Von 1847 bis 1871 war er Mitglied der Koblenzer Stadtverordnetenversammlung und von 1862 bis 1867 Mitglied des Preußischen Abgeordnetenhauses für die Deutsche Fortschrittspartei. zwischen 1875 und 1883 war er unbesoldeter Beigeordneter in Koblenz.